# 싱예현

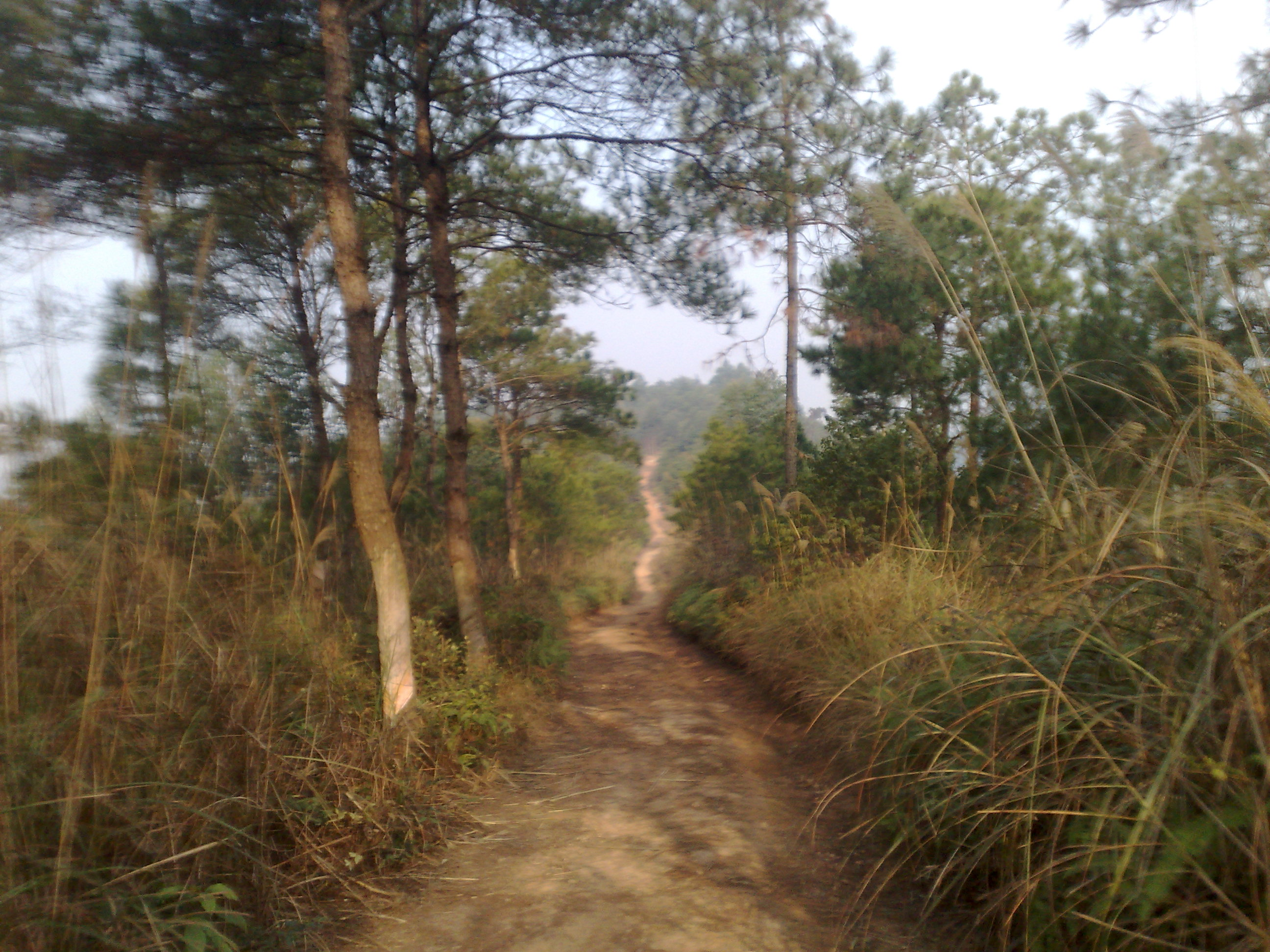

싱예현(한국어: 흥업현, 중국어: 兴业县, 병음: Xīngyè Xiàn)은 중국 광시 좡족 자치구 위린 시의 현급 행정구역이다. 넓이는 1487km2이고, 인구는 2007년 기준으로 710,000명이다.

## 행정 구역
12개 진, 1개 향을 관할한다.
- 진: 石南镇, 大平山镇, 葵阳镇, 城隍镇, 山心镇, 沙塘镇, 蒲塘镇, 北市镇, 龙安镇, 高峰镇, 小平山镇, 卖酒镇.
- 향: 洛阳乡.